# ニュージーランド対南アフリカ共和国のラグビーテストマッチ

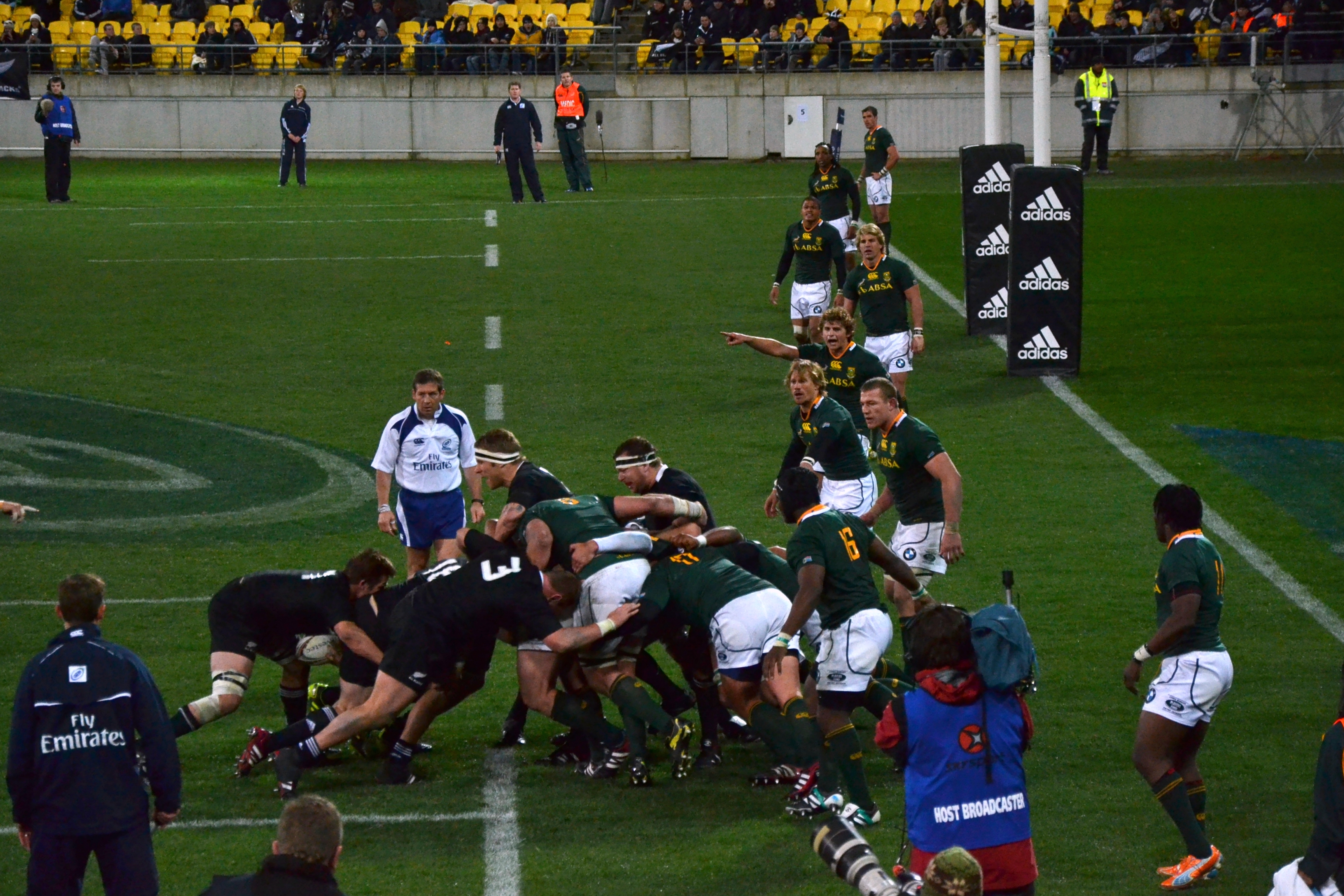
ニュージーランド代表対南アフリカ共和国代表（2011年7月30日、トライネイションズ）

この項目では、ラグビーユニオンにおいてニュージーランド代表（オールブラックス）と南アフリカ共和国代表（スプリングボクス）が対戦したテストマッチについて述べる。この両チームはこれまでに99試合対戦しており、結果はニュージーランドの59勝36敗4分である。
両チームの対戦は1921年に、スプリングボクスがニュージーランドへ遠征したことで初めて行われた。この遠征で両チームは3試合対戦し、結果は1勝1敗1分の五分であった。その7年後の1928年、今度はオールブラックスが南アフリカ連邦へ遠征したが、4試合で2勝2敗とまたも決着はつかなかった。1937年にスプリングボクスがオーストララシア遠征を行った際に両チームの3度目の対戦が3試合組まれ、スプリングボクスが敵地で2勝1敗と勝ち越した。1949年にはオールブラックスの南アフリカ連邦遠征が21年ぶりに実施され、スプリングボクスが4戦全勝と一蹴した。オールブラックスがスプリングボクスに初めて勝ち越したのは1956年、自国に相手を迎えての4試合を3勝1敗で終えたときだった。
1948年以降、南アフリカ連邦/共和国内で国民党政権による人種隔離政策（アパルトヘイト）が推進されるようになり、これがラグビーにおけるオールブラックスとの対戦にも影響を及ぼす。オールブラックスは南アフリカ連邦/共和国への遠征の際、先住民族マオリの選手をチームから外していた。これに対してニュージーランド国内で批判が出るようになった。抗議運動は拡大していき、1973年には南アフリカ共和国への遠征が中止された。1976年には遠征が敢行されるが、これに反対していたアフリカ諸国が同年のモントリオールオリンピック出場をボイコットすることになった。
1981年にはスプリングボクスがニュージーランドへ遠征するが、ニュージーランド国民による抗議デモが警官隊との衝突に発展したり、両国の対戦中にスタジアム上空からセスナ機が障害物を投げ入れたり、と混乱が広がった。4年後の1985年にはオールブラックスによる南アフリカ共和国遠征が再び中止となったが、選手の大半が翌1986年に、協会に無断でニュージーランド・キャバリアーズというチームを結成して南アフリカ共和国で試合を行い、批判を浴びた。結局、オールブラックスとスプリングボクスとのテストマッチは、1981年以降はアパルトヘイトが撤廃されるまで行われなかった。
1991年にアパルトヘイトが撤廃されると、翌1992年には11年ぶりの両国によるテストマッチが行われた。1995年には南アフリカ共和国で第3回ワールドカップが開催され、大会初出場のスプリングボクスがオールブラックスを決勝戦で下して優勝した。2009年には、この大会におけるスプリングボクスの活躍を描いた映画『インビクタス/負けざる者たち』が公開されている。
1996年からは、両国にオーストラリア代表（ワラビーズ）を加えた南半球3か国による対抗戦 "トライネイションズ" が発足した。これには後にアルゼンチン代表（ロス・プーマス）も参加し、現在では "ザ・ラグビーチャンピオンシップ" という大会になった。両国の対戦も、4年に一度のワールドカップでの顔合わせを除けば、1997年以降は毎年トライネイションズ/ザ・ラグビーチャンピオンシップ内で行われている。また、2004年8月の対戦では勝利したスプリングボクスに、南アフリカ共和国史上初の全人種参加総選挙実施10周年を記念して "フリーダム・カップ" が贈られた。2年後の2006年からはカップが常設化された。トライネイションズ/ザ・ラグビーチャンピオンシップにおける両国の対戦で勝ち越したほうのチームにカップが授与され、その年の対戦で決着がつかなかった場合は前年のカップ保持者が引き続き保有することになっている。

## 対戦結果
| No. | 開催日         | 開催地                                 | 勝利チーム       | スコア | 敗戦チーム       | 大会                           |
| --- | -------------- | -------------------------------------- | ---------------- | ------ | ---------------- | ------------------------------ |
| 1   | 1921年08月13日 | カリスブルック                         | ニュージーランド | 13-5   | 南アフリカ連邦   |                                |
| 2   | 1921年08月27日 | イーデン・パーク                       | 南アフリカ連邦   | 9-5    | ニュージーランド |                                |
| 3   | 1921年09月17日 | アスレチック・パーク                   | 引き分け         | 0-0    | 引き分け         |                                |
| 4   | 1928年06月30日 | キングスミード・グラウンド             | 南アフリカ連邦   | 17-0   | ニュージーランド |                                |
| 5   | 1928年07月21日 | エリス・パーク・スタジアム             | ニュージーランド | 7-6    | 南アフリカ連邦   |                                |
| 6   | 1928年08月18日 | クルセイダーズ・グラウンド             | 南アフリカ連邦   | 11-6   | ニュージーランド |                                |
| 7   | 1928年09月01日 | ニューランズ・スタジアム               | ニュージーランド | 13-5   | 南アフリカ連邦   |                                |
| 8   | 1937年08月14日 | アスレチック・パーク                   | ニュージーランド | 13-7   | 南アフリカ連邦   |                                |
| 9   | 1937年09月04日 | ランカスター・パーク                   | 南アフリカ連邦   | 13-6   | ニュージーランド |                                |
| 10  | 1937年09月25日 | イーデン・パーク                       | 南アフリカ連邦   | 17-6   | ニュージーランド |                                |
| 11  | 1949年07月16日 | ニューランズ・スタジアム               | 南アフリカ連邦   | 15-11  | ニュージーランド |                                |
| 12  | 1949年08月13日 | エリス・パーク・スタジアム             | 南アフリカ連邦   | 12-6   | ニュージーランド |                                |
| 13  | 1949年09月03日 | キングスミード・グラウンド             | 南アフリカ連邦   | 9-3    | ニュージーランド |                                |
| 14  | 1949年09月17日 | クルセイダーズ・グラウンド             | 南アフリカ連邦   | 11-8   | ニュージーランド |                                |
| 15  | 1956年07月14日 | カリスブルック                         | ニュージーランド | 10-6   | 南アフリカ連邦   |                                |
| 16  | 1956年08月04日 | アスレチック・パーク                   | 南アフリカ連邦   | 8-3    | ニュージーランド |                                |
| 17  | 1956年08月18日 | ランカスター・パーク                   | ニュージーランド | 17-10  | 南アフリカ連邦   |                                |
| 18  | 1956年09月01日 | イーデン・パーク                       | ニュージーランド | 11-5   | 南アフリカ連邦   |                                |
| 19  | 1960年06月25日 | エリス・パーク・スタジアム             | 南アフリカ連邦   | 13-0   | ニュージーランド |                                |
| 20  | 1960年07月23日 | ニューランズ・スタジアム               | ニュージーランド | 11-3   | 南アフリカ連邦   |                                |
| 21  | 1960年08月13日 | フリーステイト・スタジアム             | 引き分け         | 11-11  | 引き分け         |                                |
| 22  | 1960年08月27日 | ボート・エラスムス・スタジアム         | 南アフリカ連邦   | 8-3    | ニュージーランド |                                |
| 23  | 1965年07月31日 | カリスブルック                         | ニュージーランド | 6-3    | 南アフリカ共和国 |                                |
| 24  | 1965年08月21日 | アスレチック・パーク                   | ニュージーランド | 13-0   | 南アフリカ共和国 |                                |
| 25  | 1965年09月04日 | ランカスター・パーク                   | 南アフリカ共和国 | 19-16  | ニュージーランド |                                |
| 26  | 1965年09月18日 | イーデン・パーク                       | ニュージーランド | 20-3   | 南アフリカ共和国 |                                |
| 27  | 1970年07月25日 | ロフタス・ヴァースフェルド・スタジアム | 南アフリカ共和国 | 17-6   | ニュージーランド |                                |
| 28  | 1970年08月08日 | ニューランズ・スタジアム               | ニュージーランド | 9-8    | 南アフリカ共和国 |                                |
| 29  | 1970年08月29日 | ボート・エラスムス・スタジアム         | 南アフリカ共和国 | 14-3   | ニュージーランド |                                |
| 30  | 1970年09月12日 | エリス・パーク・スタジアム             | 南アフリカ共和国 | 20-17  | ニュージーランド |                                |
| 31  | 1976年07月24日 | キングス・パーク・スタジアム           | 南アフリカ共和国 | 16-7   | ニュージーランド |                                |
| 32  | 1976年08月14日 | フリーステイト・スタジアム             | ニュージーランド | 15-9   | 南アフリカ共和国 |                                |
| 33  | 1976年09月04日 | ニューランズ・スタジアム               | 南アフリカ共和国 | 15-10  | ニュージーランド |                                |
| 34  | 1976年09月18日 | エリス・パーク・スタジアム             | 南アフリカ共和国 | 15-14  | ニュージーランド |                                |
| 35  | 1981年08月15日 | ランカスター・パーク                   | ニュージーランド | 14-9   | 南アフリカ共和国 |                                |
| 36  | 1981年08月29日 | アスレチック・パーク                   | 南アフリカ共和国 | 24-12  | ニュージーランド |                                |
| 37  | 1981年09月12日 | イーデン・パーク                       | ニュージーランド | 25-22  | 南アフリカ共和国 |                                |
| 38  | 1992年08月15日 | エリス・パーク・スタジアム             | ニュージーランド | 27-24  | 南アフリカ共和国 |                                |
| 39  | 1994年07月09日 | カリスブルック                         | ニュージーランド | 22-14  | 南アフリカ共和国 |                                |
| 40  | 1994年07月23日 | アスレチック・パーク                   | ニュージーランド | 13-9   | 南アフリカ共和国 |                                |
| 41  | 1994年08月06日 | イーデン・パーク                       | 引き分け         | 18-18  | 引き分け         |                                |
| 42  | 1995年06月24日 | エリス・パーク・スタジアム             | 南アフリカ共和国 | 15-12  | ニュージーランド | ワールドカップ決勝戦           |
| 43  | 1996年07月20日 | ランカスター・パーク                   | ニュージーランド | 15-11  | 南アフリカ共和国 | トライネイションズ             |
| 44  | 1996年08月10日 | ニューランズ・スタジアム               | ニュージーランド | 29-18  | 南アフリカ共和国 | トライネイションズ             |
| 45  | 1996年08月17日 | キングス・パーク・スタジアム           | ニュージーランド | 23-19  | 南アフリカ共和国 |                                |
| 46  | 1996年08月24日 | ロフタス・ヴァースフェルド・スタジアム | ニュージーランド | 33-26  | 南アフリカ共和国 |                                |
| 47  | 1996年08月31日 | エリス・パーク・スタジアム             | 南アフリカ共和国 | 32-22  | ニュージーランド |                                |
| 48  | 1997年07月19日 | エリス・パーク・スタジアム             | ニュージーランド | 35-32  | 南アフリカ共和国 | トライネイションズ             |
| 49  | 1997年08月09日 | イーデン・パーク                       | ニュージーランド | 55-35  | 南アフリカ共和国 | トライネイションズ             |
| 50  | 1998年07月25日 | アスレチック・パーク                   | 南アフリカ共和国 | 13-3   | ニュージーランド | トライネイションズ             |
| 51  | 1998年08月15日 | キングス・パーク・スタジアム           | 南アフリカ共和国 | 24-23  | ニュージーランド | トライネイションズ             |
| 52  | 1999年07月10日 | カリスブルック                         | ニュージーランド | 28-0   | 南アフリカ共和国 | トライネイションズ             |
| 53  | 1999年08月07日 | ロフタス・ヴァースフェルド・スタジアム | ニュージーランド | 34-18  | 南アフリカ共和国 | トライネイションズ             |
| 54  | 1999年11月04日 | ミレニアム・スタジアム                 | 南アフリカ共和国 | 22-18  | ニュージーランド | ワールドカップ3位決定戦        |
| 55  | 2000年07月22日 | ジェイド・スタジアム                   | ニュージーランド | 25-12  | 南アフリカ共和国 | トライネイションズ             |
| 56  | 2000年08月19日 | エリス・パーク・スタジアム             | 南アフリカ共和国 | 46-40  | ニュージーランド | トライネイションズ             |
| 57  | 2001年07月21日 | ニューランズ・スタジアム               | ニュージーランド | 12-3   | 南アフリカ共和国 | トライネイションズ             |
| 58  | 2001年08月25日 | イーデン・パーク                       | ニュージーランド | 26-15  | 南アフリカ共和国 | トライネイションズ             |
| 59  | 2002年07月20日 | ウエストパック・スタジアム             | ニュージーランド | 41-20  | 南アフリカ共和国 | トライネイションズ             |
| 60  | 2002年08月10日 | キングス・パーク・スタジアム           | ニュージーランド | 30-23  | 南アフリカ共和国 | トライネイションズ             |
| 61  | 2003年07月19日 | ロフタス・ヴァースフェルド・スタジアム | ニュージーランド | 52-16  | 南アフリカ共和国 | トライネイションズ             |
| 62  | 2003年08月09日 | カリスブルック                         | ニュージーランド | 19-11  | 南アフリカ共和国 | トライネイションズ             |
| 63  | 2003年11月08日 | テルストラ・ドーム                     | ニュージーランド | 29-9   | 南アフリカ共和国 | ワールドカップ準々決勝         |
| 64  | 2004年07月24日 | ジェイド・スタジアム                   | ニュージーランド | 23-21  | 南アフリカ共和国 | トライネイションズ             |
| 65  | 2004年08月14日 | エリス・パーク・スタジアム             | 南アフリカ共和国 | 40-26  | ニュージーランド | トライネイションズ             |
| 66  | 2005年08月06日 | ニューランズ・スタジアム               | 南アフリカ共和国 | 22-16  | ニュージーランド | トライネイションズ             |
| 67  | 2005年08月27日 | カリスブルック                         | ニュージーランド | 31-27  | 南アフリカ共和国 | トライネイションズ             |
| 68  | 2006年07月22日 | ウエストパック・スタジアム             | ニュージーランド | 35-17  | 南アフリカ共和国 | トライネイションズ             |
| 69  | 2006年08月26日 | ロフタス・ヴァースフェルド・スタジアム | ニュージーランド | 45-26  | 南アフリカ共和国 | トライネイションズ             |
| 70  | 2006年09月02日 | ロイヤル・バフォケン・スタジアム       | 南アフリカ共和国 | 21-20  | ニュージーランド | トライネイションズ             |
| 71  | 2007年06月23日 | キングス・パーク・スタジアム           | ニュージーランド | 26-21  | 南アフリカ共和国 | トライネイションズ             |
| 72  | 2007年07月14日 | ジェイド・スタジアム                   | ニュージーランド | 33-6   | 南アフリカ共和国 | トライネイションズ             |
| 73  | 2008年07月05日 | ウエストパック・スタジアム             | ニュージーランド | 19-8   | 南アフリカ共和国 | トライネイションズ             |
| 74  | 2008年07月12日 | カリスブルック                         | 南アフリカ共和国 | 30-28  | ニュージーランド | トライネイションズ             |
| 75  | 2008年08月16日 | ニューランズ・スタジアム               | ニュージーランド | 19-0   | 南アフリカ共和国 | トライネイションズ             |
| 76  | 2009年07月25日 | フリーステイト・スタジアム             | 南アフリカ共和国 | 28-19  | ニュージーランド | トライネイションズ             |
| 77  | 2009年08月01日 | キングス・パーク・スタジアム           | 南アフリカ共和国 | 31-19  | ニュージーランド | トライネイションズ             |
| 78  | 2009年09月12日 | ワイカト・スタジアム                   | 南アフリカ共和国 | 32-29  | ニュージーランド | トライネイションズ             |
| 79  | 2010年07月10日 | イーデン・パーク                       | ニュージーランド | 32-12  | 南アフリカ共和国 | トライネイションズ             |
| 80  | 2010年07月17日 | ウエストパック・スタジアム             | ニュージーランド | 31-17  | 南アフリカ共和国 | トライネイションズ             |
| 81  | 2010年08月21日 | FNBスタジアム                          | ニュージーランド | 29-22  | 南アフリカ共和国 | トライネイションズ             |
| 82  | 2011年07月30日 | ウエストパック・スタジアム             | ニュージーランド | 40-7   | 南アフリカ共和国 | トライネイションズ             |
| 83  | 2011年08月20日 | ネルソン・マンデラ・ベイ・スタジアム   | 南アフリカ共和国 | 18-5   | ニュージーランド | トライネイションズ             |
| 84  | 2012年09月15日 | フォーサイス・バー・スタジアム         | ニュージーランド | 21-11  | 南アフリカ共和国 | ザ・ラグビーチャンピオンシップ |
| 85  | 2012年10月06日 | FNBスタジアム                          | ニュージーランド | 32-16  | 南アフリカ共和国 | ザ・ラグビーチャンピオンシップ |
| 86  | 2013年09月14日 | イーデン・パーク                       | ニュージーランド | 29-15  | 南アフリカ共和国 | ザ・ラグビーチャンピオンシップ |
| 87  | 2013年10月05日 | エリス・パーク・スタジアム             | ニュージーランド | 38-27  | 南アフリカ共和国 | ザ・ラグビーチャンピオンシップ |
| 88  | 2014年09月13日 | ウエストパック・スタジアム             | ニュージーランド | 14-10  | 南アフリカ共和国 | ザ・ラグビーチャンピオンシップ |
| 89  | 2014年10月04日 | エリス・パーク・スタジアム             | 南アフリカ共和国 | 27-25  | ニュージーランド | ザ・ラグビーチャンピオンシップ |
| 90  | 2015年07月25日 | エリス・パーク・スタジアム             | ニュージーランド | 27-20  | 南アフリカ共和国 | ザ・ラグビーチャンピオンシップ |
| 91  | 2015年10月24日 | トゥイッケナム・スタジアム             | ニュージーランド | 20-18  | 南アフリカ共和国 | ワールドカップ準決勝           |
| 92  | 2016年09月17日 | AMIスタジアム                          | ニュージーランド | 41-13  | 南アフリカ共和国 | ザ・ラグビーチャンピオンシップ |
| 93  | 2016年10月08日 | キングス・パーク・スタジアム           | ニュージーランド | 57-15  | 南アフリカ共和国 | ザ・ラグビーチャンピオンシップ |
| 94  | 2017年09月16日 | QBEスタジアム                          | ニュージーランド | 57-0   | 南アフリカ共和国 | ザ・ラグビーチャンピオンシップ |
| 95  | 2017年10月07日 | ニューランズ・スタジアム               | ニュージーランド | 25-24  | 南アフリカ共和国 | ザ・ラグビーチャンピオンシップ |
| 96  | 2018年09月15日 | ウエストパック・スタジアム             | 南アフリカ共和国 | 36-34  | ニュージーランド | ザ・ラグビーチャンピオンシップ |
| 97  | 2018年10月06日 | ロフタス・ヴァースフェルド・スタジアム | ニュージーランド | 32-30  | 南アフリカ共和国 | ザ・ラグビーチャンピオンシップ |
| 98  | 2019年07月27日 | ウエストパック・スタジアム             | 引き分け         | 16-16  | 引き分け         | ザ・ラグビーチャンピオンシップ |
| 99  | 2019年09月21日 | 横浜国際総合競技場                     | ニュージーランド | 23-13  | 南アフリカ共和国 | ワールドカップ プールB         |